# Ignacio Arsuaga
Ignacio Arsuaga Rato (nacido en 1973) es un abogado español, más conocido por su faceta como ciberactivista.
Es presidente de la asociación ultracatólica y ultraconservadora HazteOir.org desde 2001 y de CitizenGO desde 2013. Está considerado miembro de la sociedad secreta mexicana de extrema derecha El Yunque, lo cual Arsuaga niega.
En 2012 Arsuaga Rato organizó en Madrid el Congreso Mundial de Familias, poderoso lobby que aglutina a ultraortodoxos rusos y también a católicos reaccionarios estadounidenses.
Trabajó como director de Cumplimiento Normativo en American Express y ejerció de abogado en Garrigues entre 1999 y 2002.
Es administrador único y socio único de una agencia de publicidad llamada Grass Communications S.L., especializada en medios sociales, además de en la captación y gestión de fondos y bienes, cuyo domicilio social coincide con el de HazteOir.org.
En octubre de 2015  también se convierte en editor de Actuall, un medio digital ultraconservador.
Arsuaga es el licenciado en Derecho por la Universidad Pontifica de Comillas y completó su formación académica con cursos en IE Business School, de Madrid, y en Fordham University School of Law de Nueva York.

## Vida personal
Está casado y es padre de 5 hijos.
Es familiar del expresidente de Bankia, exdirector gerente del FMI y también exvicepresidente del Gobierno Rodrigo Rato, concretamente sobrino tercero.